# Płaton Duchopielnikow
Płaton Michajłowicz Duchopielnikow, ros. Платон Михайлович Духопельников (ur. ? w stanicy Staroczerkaskaja, zm. 17 sierpnia 1954 r. w Monachium) – rosyjski wojskowy, funkcjonariusz NKWD, szef oddziału wojennego sztabu Kozaków dońskich, szefa sztabu marszowego atamana Kozaków dońskich, dowódca kozackiej brygady piechoty niemieckiej policji polowej podczas II wojny światowej.
Podczas wojny domowej w Rosji stanął po stronie białych, walcząc z bolszewikami w szeregach armii adm. Aleksandra W. Kołczaka. Po klęsce wojsk Białych przeszedł jednak na stronę bolszewików. W okresie międzywojennym prawdopodobnie służył w NKWD. Po ataku Niemiec na ZSRR 22 czerwca 1941 r., podjął kolaborację z okupantami. W 1942 r. współuczestniczył w formowaniu nad Donem oddziałów kozackich w służbie armii niemieckiej. Od września tego roku w stopniu pułkownika był szefem oddziału wojennego sztabu Kozaków dońskich. W 1943 r. objął funkcję szefa sztabu marszowego atamana Kozaków dońskich płk. Siergieja W. Pawłowa. Z powodu niechęci i podejrzliwości w stosunku do niego Kozaków dońskich przy wsparciu sztabu Grupy Armii A feldmarszałka Ewalda von Kleista utworzył wraz z płk. I. I. Biełym kozacki sztab wojskowy, działający równolegle ze sztabem płk. S. W. Pawłowa. Otrzymał wówczas od zarządu formowania oddziałów ochotniczych Oberkommando der Wehrmacht (OKW) zadanie prowadzenia werbunku na okupowanej Ukrainie do nowo organizowanej 1 Kozackiej Dywizji Kawalerii. We wrześniu 1943 r. objął dowództwo kozackiej brygady piechoty niemieckiej polowej policji. Na pocz. 1945 r. został awansowany do stopnia generała majora. Po zakończeniu wojny uniknął deportacji do ZSRR. Zamieszkał w Bawarii, gdzie pełnił honorową funkcję atamana dońskiej stanicy. Zmarł 17 sierpnia 1954 r. w Monachium.